# Borkum
Borkum – miasto uzdrowiskowe oraz największa i najbardziej położona na zachód wschodniofryzyjska wyspa Niemiec, położona w kraju związkowym Dolna Saksonia w powiecie Leer.

## Turystyka
Wyspa znana jest z długich plaż oraz z kolei wąskotorowej (Borkumer Kleinbahn), która dowozi pasażerów ze statku do miasta. Długość linii wynosi 7,5 km i ciągnie się ona od portu (Borkum Reede) do dworca (Nordseebad), przez przystanek Jakob-Van-Dyken-Weg.
Na wyspę Borkum linią promową można dostać z Emden (promem w ciągu 2,5 godzin, katamaranem w 1,5 godziny) i z Eemshaven (prom w 50 minut). Funkcjonuje tu lokalne lotnisko. Borkum słynie również z dużej liczby dobrej jakości dróg rowerowo-dydaktycznych.
Na wyspie znajdują się trzy latarnie morskie: nowa (Neuer Leuchturm), stara (Alter Leuchturm) i elektryczna latarnia.

## Klaasohm
W 2024 roku miejscowy zwyczaj, coroczny festiwal Klaasohm obchodzony 5 grudnia, stał się obiektem skandalu po tym, jak reszta Niemiec dowiedziała się, że częścią festiwalu jest "polowanie" na miejscowe kobiety i bicie je bez ich zgody krowim rogiem w pośladki.